# Phước An (thị trấn)
Phước An là thị trấn huyện lỵ của huyện Krông Pắc, tỉnh Đắk Lắk, Việt Nam.

## Địa lý
Thị trấn Phước An có diện tích 10,025 km², dân số năm 2017 là 25.120 người, mật độ dân số đạt 2.500 người/km².

## Lịch sử
Ngày 8 tháng 4 năm 1989, Hội đồng Bộ trưởng ban hành Quyết định số 08-HĐBT về việc thành lập thị trấn Krông Pắk trên cơ sở 1.025 ha diện tích tự nhiên và 8.000 khẩu.
Ngày 18 tháng 11 năm 1996, Chính phủ ban hành Nghị định số 71-CP về việc đổi tên thị trấn Krông Pắk thành thị trấn Phước An.
Ngày 30 tháng 8 năm 2012, Bộ xây dựng ban hành Quyết định số 800/QĐ-BXD về việc công nhận thị trấn Phước An là đô thị loại IV.

## Hành chính
Thị trấn Phước An được phân chia thành 13 tổ dân phố: 1, 2, 3, 4, 5, 6, 7, 8, 9, 11, 12, 14, 16.